# فرانک ماهراج
فرانک ماهراج (به انگلیسی: Frank Maharajh) (زاده ۱۴ ژوئن ۱۹۷۷) بازیگر آمریکایی است.
از فیلم‌های معروف او می‌توان به بازی در آلوین و سنجاب‌ها اشاره کرد.